# Guerra commerciale tra Repubblica Popolare Cinese e Stati Uniti d'America

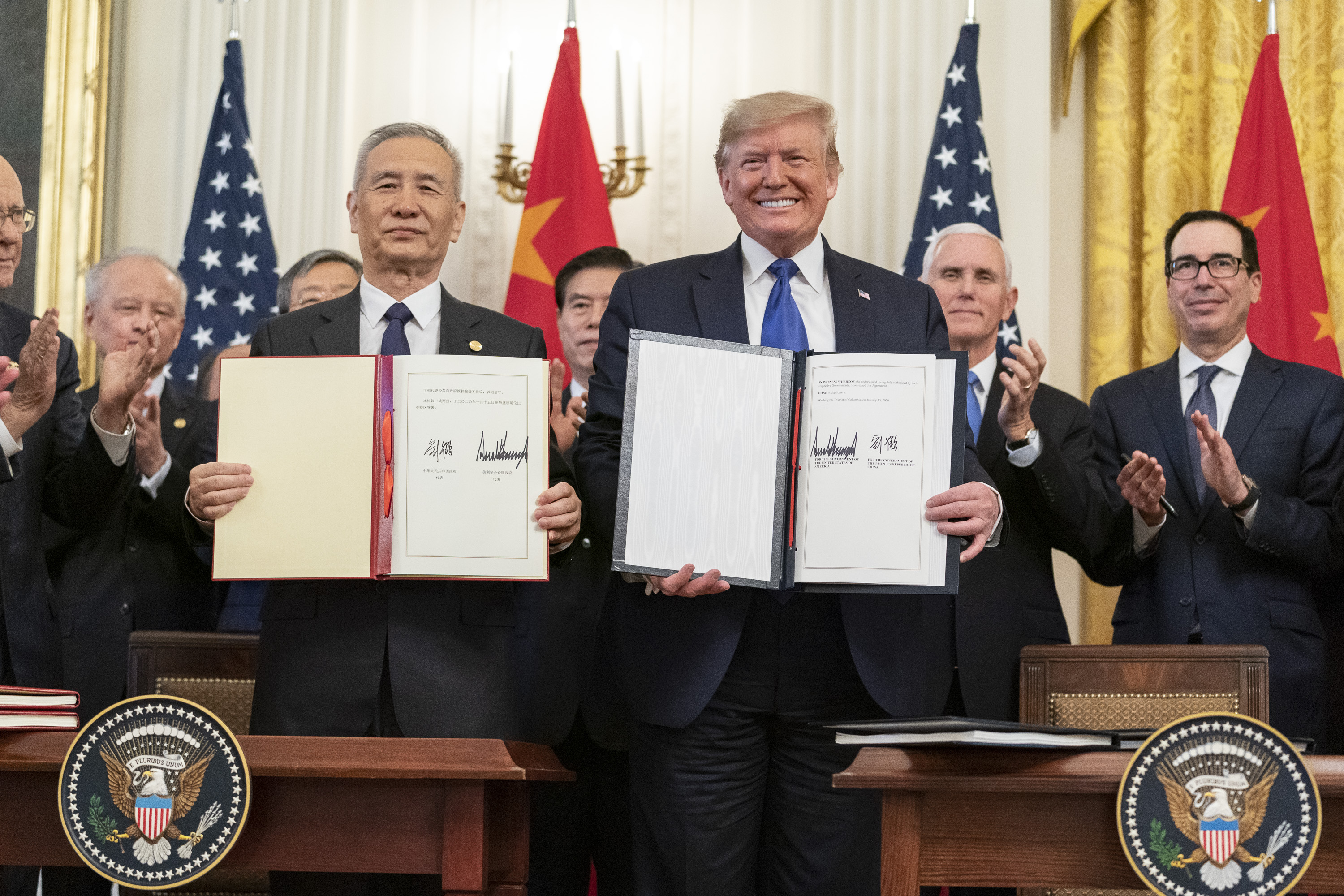
Donald Trump e Liu He nel gennaio 2020

La guerra commerciale tra la Cina e gli Stati Uniti d'America è una disputa commerciale iniziata il 22 marzo 2018, dopo che il presidente degli Stati Uniti Donald Trump ha annunciato l'intenzione di imporre 50 miliardi di dollari di dazi doganali sui prodotti cinesi ai sensi dell'articolo 301 degli Stati Uniti, il Trade Act del 1974, motivando tale azione con le "pratiche commerciali scorrette" e il furto della proprietà intellettuale operato da parte del governo e delle aziende cinesi.
Per ritorsione, la Cina il 22 aprile 2018 ha imposto dazi su più di 128 prodotti statunitensi, tra cui in particolare la soia, uno dei principali prodotti esportati dagli Stati Uniti in Cina.